# 동지 (정치)
동지(同志, comrade)는 정치적 맥락에서 당원, 보통 좌익을 의미한다. 정치적 용례는 프랑스 혁명에서 영감을 얻었고, 그 후 사회주의자와 노동자 사이의 호칭 형태로 발전했다. 러시아 혁명 이후 서구의 대중 문화는 종종 동지를 공산주의와 연관시켰다. 따라서 "commie"와 유사하게 좌익을 비하하는 의미로 사용될 수 있다. 특히 러시아어 따바리쉬(товарищ)는 공산주의자를 비하하는 의미로 사용될 수 있다.

## 배경
프랑스에서 귀족이라는 칭호와 monsieur와 madame(문자 그대로 '나의 군주'와 '나의 부인')이라는 용어를 폐지한 혁명가들은 서로를 지칭하기 위해 남성에게는 citoyen, 여성에게는 citoyenne(둘 다 '시민'이라는 의미)이라는 용어를 사용했다. 예를 들어, 폐위된 루이 16세는 특권을 잃었다는 것을 강조하기 위해 Citoyen Louis Capet라고 불렸다.
사회주의 운동이 19세기 중반에 기세를 얻으면서 다른 지역의 사회주의자들은 "Mister", "Miss", "Missus"와 같은 용어에 대한 유사한 평등주의적 대안을 찾기 시작했다. 독일어에서 Kamerad라는 단어는 오랫동안 스포츠, 대학, 직업(특히 군인) 또는 단순히 우정과 같은 강력한 공통 관심사로 연결된 사람들 사이에서 애정 어린 호칭으로 사용되었다. 이 용어는 1848년 혁명에서 종종 정치적 의미로 사용되었으며 이후 프랑스어와 영어에서 차용되었다. 영어에서 동지라는 단어가 이런 의미로 처음 사용된 것은 1884년 사회주의 잡지인 저스티스에 실린 기사였다.